# Senat

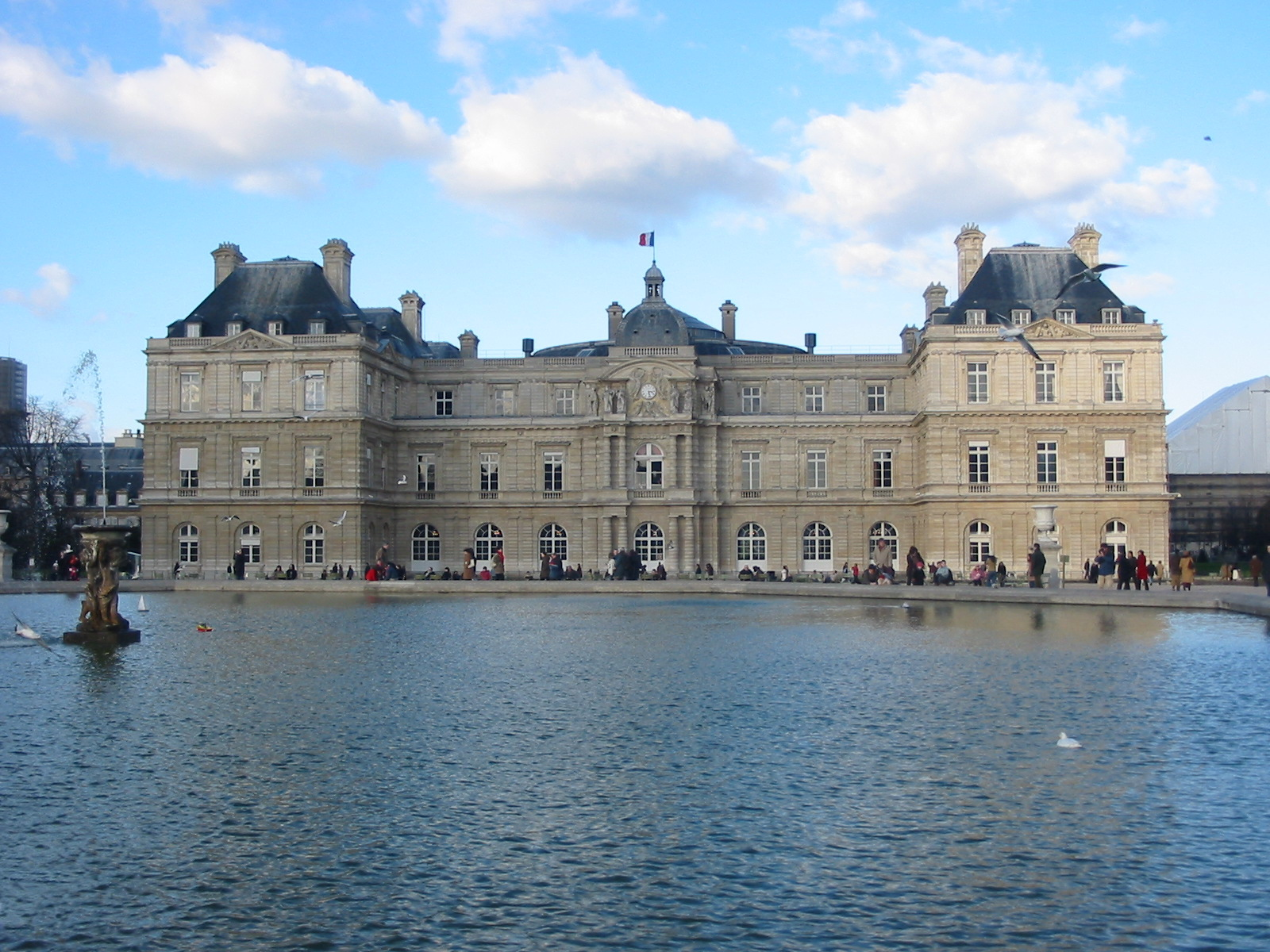
Senatul francez, în Palatul Luxembourg

Senatul este un corp legiuitor, adeseori camera superioară a unei adunări legislative. Cuvântul senat din latinescul senatus, care derivă de la senex „bătrân”. Cuvântul latinesc senator a fost adoptat de limba română fără schimbări de scriere. La origine cuvântul senat indica o formă antică de organizare socială în care cea mai mare putere de decizie o deținea omul cel mai bătrân. Din același motiv, cuvântul senat este folosit corect când acesta face referire la orice autoritate puternică compusă din cei mai bătrâni membri ai unei comunități. Și corpul deliberativ al unei instituții de învățământ superior este adesea denumit senat. Primul senat a fost Senatul roman.

## Descriere generală

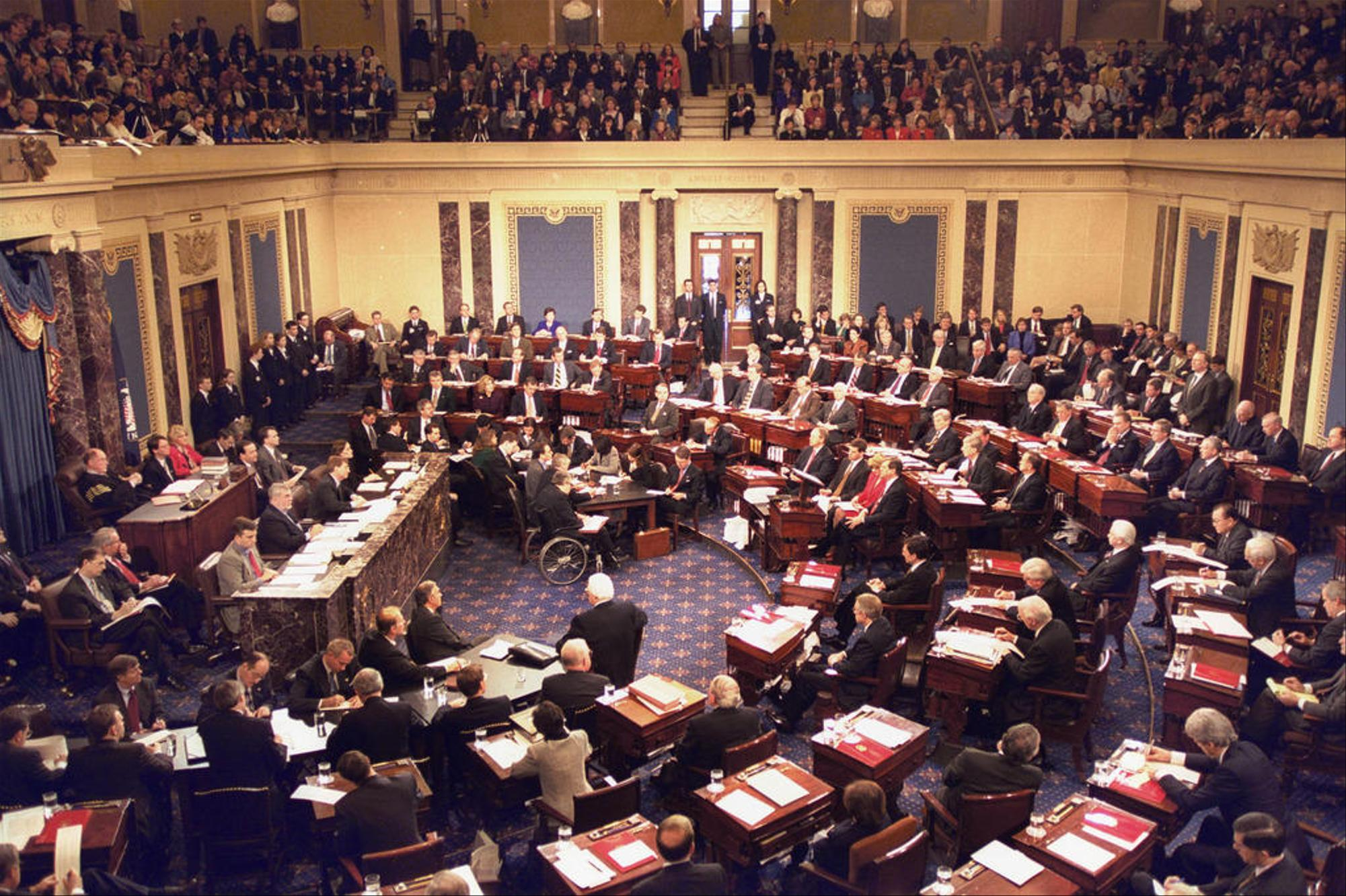
Sesiune în Senatul SUA

Statele democrate moderne cu sisteme parlamentare bicamerale au de obicei un senat, deseori deosebit de o cameră inferioară obișnuită (numită de obicei „Camera Reprezentanților”, „Camera Deputaților” sau „Adunare Națională”) prin reguli electorale (o vârstă minimă pentru votanți sau candidați, sistem proporțional sau majoritar/de pluralitate). De obicei, senatul reprezintă camera superioară a unui parlament și are un număr de membri mai mic decât camera inferioară.

### În state federale
Într-un sistem federal, senatul servește adeseori la crearea unui echilibru, conferind o putere mai mare regiunilor sau grupurilor care altfel ar fi ignorate într-un sistem pur reprezentativ. 
În parlamentele statelor componente ale Statelor Unite, Senatele au avut acest scop până la cazul Baker versus Carr din 1963, când Curtea Supremă de Justiție a Statelor Unite a decis că statele primesc mandate în ambele camere ale parlamentului în conformitate cu populația. Totuși, în mod normal, Senatul are în continuare mai puțini membri decât camera inferioară.
În Statele Unite, fiecare stat are propriul său Senat și propria sa cameră inferioară, denumite Camera Reprezentanților, Camera Delegaților, Adunare Generală sau Adunare, cu excepția statului Nebraska, unde Senatul este singurul corp existent într-un parlament unicameral. 
Senatul poate fi și numele dat ramurii executive a guvernului.

### În Finlanda
Până în 1919, Senatul Finlandei a reprezentat ramura executivă a guvernului și curtea supremă. În orașele-stat germane, Berlin, Bremen și Hamburg, guvernul regional se cheamă Senat, senatorii deținând portofolii ministeriale. 

## State pe glob care au Senat
| - Antigua și Barbuda - Argentina - Australia - Bahamas - Barbados - Belgia - Belize - Bolivia - Brazilia - Burundi - Cambodgia - Canada - Chile - Columbia - Republica Democrată Congo - Republica Congo - Cehia | - Republica Dominicană - Fiji - Filipine - Franța - Gabon - Grenada - Haiti - Irlanda - Italia - Jamaica - Iordania - Kazakhstan - Lesotho - Liberia - Madagascar - Mexic | - Olanda - Nigeria - Palau - Pakistan - Paraguay - Polonia - România - Rwanda - Sfânta Lucia - Spania - Swaziland - Thailanda - Trinidad și Tobago - USA - Uruguay - Zimbabwe |